# Навальмораль
Навальмораль (ісп. Navalmoral) — муніципалітет в Іспанії, у складі автономної спільноти Кастилія-і-Леон, у провінції Авіла. Населення — 438 осіб (2010).
Муніципалітет розташований на відстані близько 90 км на захід від Мадрида, 22 км на південь від Авіли.

## Демографія
Динаміка населення (INE ):